# Cyclophora obsoleta
Cyclophora obsoleta là một loài bướm đêm trong họ Geometridae.